# Teoria geral de sistemas

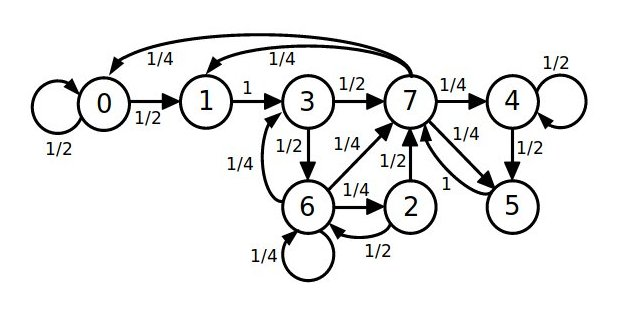
Diagrama de estado para a regra 110 com probabilidades de transição.

A teoria geral de sistemas (também conhecida pela sigla, T.G.S.) surgiu com os trabalhos do biólogo austríaco Ludwig von Bertalanffy, publicados entre 1950 e 1968.
A teoria geral de sistemas não busca solucionar problemas ou tentar soluções práticas, mas sim produzir teorias e formulações conceituais que possam criar condições de aplicação na realidade empírica. Os pressupostos básicos da teoria geral de sistemas são:
- Existe uma nítida tendência para a integração entre as ciências naturais e sociais;
- Essa integração parece orientar-se rumo a uma teoria dos sistemas;
- Essa teoria de sistemas pode ser uma maneira mais abrangente de estudar os campos não físicos do conhecimento científico, especialmente as ciências sociais;
- Essa teoria de sistemas, ao desenvolver princípios unificadores que atravessam verticalmente os universos particulares das diversas ciências envolvidas, aproxima-nos do objetivo da unidade da ciência;
- Isso pode levar a uma integração muito necessária da educação científica.

A importância da teoria geral de sistemas é significativa tendo em vista a necessidade de se avaliar a organização como um todo e não somente em departamentos ou setores.
O mais importante ou tanto quanto é a identificação do maior número de variáveis possíveis, externas e internas que, de alguma forma, influenciam em todo o processo existente na organização.
Outro fator também de significativa importância é o feedback que deve ser realizado ao planejamento de todo o processo.
Teoria dos sistemas começou a ser aplicada na Administração principalmente em função da necessidade de uma síntese e uma maior integração das teorias anteriores (científicas e relações humanas, estruturalista e comportamental oriundas das ciências sociais) e da intensificação do uso da cibernética e da tecnologia da informação nas empresas.
Os sistemas vivos, sejam indivíduos ou organizações, são analisados como "sistema abertos", mantendo um continuo intercâmbio de matéria/energia/informação com o ambiente. A teoria de sistema permite reconceituar os fenômenos em uma abordagem global, permitindo a inter-relação e integração de assuntos que são, na maioria das vezes, de natureza completamente diferentes.

## Histórico
A teoria geral de sistema surgiu com os trabalhos do cientista (biólogo) austríaco Ludwig von Bertalanffy no final dos anos 30. Para preencher uma lacuna na pesquisa e na teoria da biologia. Os primeiros enunciados datam de 1925, foi proposta em 1937 pelo biólogo Ludwig von Bertalanffy, tendo alcançado o seu auge de divulgação na década de 60. (ALVAREZ, 1990). Em 1956 Ross Ashby introduziu o conceito na ciência cibernética. A pesquisa de Von Bertalanffy foi baseada numa visão diferente do reducionismo científico até então aplicada pela ciência convencional. Dizem alguns que foi uma reação contra o reducionismo e uma tentativa para criar a unificação científica.

## Conceito
O sistema é um conjunto de partes interagentes e interdependentes que, conjuntamente, formam um todo unitário com determinado objetivo e efetuam determinada função.
Sistema pode ser definido como um conjunto de elementos interdependentes que interagem com objetivos comuns formando um todo, e onde cada um dos elementos componentes comporta-se, por sua vez, como um sistema cujo resultado é maior do que o resultado que as unidades poderiam ter se funcionassem independentemente. Qualquer conjunto de partes unidas entre si pode ser considerado um sistema, desde que as relações entre as partes e o comportamento do todo sejam o foco de atenção.
Sistema é um conjunto de partes coordenadas e não  relacionadas, formando um todo complexo ou unitário.

## Conceitos fundamentais
- Entropia - todo sistema sofre deterioração;
- Sintropia, negentropia ou entropia negativa - para que o sistema continue existindo, tem que desenvolver forças contrárias à entropia;
- Homeostase - capacidade do sistema manter o equilíbrio, adaptando-se ao ambiente;
- Heterostase - toda vez que há uma ação imprópria (desgaste) do sistema, ele tende a se equilibrar. (Observação: o "estado de equilíbrio", segundo a lei da entropia, é um pouco diferente do que pode parecer pelo senso comum)

Para as ciências administrativas, o pensamento sistêmico é muito importante pois as organizações
envolvem vários aspectos:
- Transformações físicas necessárias à fabricação dos produtos e prestação dos serviços;
- Comunicação entre os agentes e colaboradores para desenvolver, produzir e entregar o produto ou serviço atendendo as expectativas e necessidades do cliente;
- Envolvimento das pessoas para que elas se empenhem no processo cooperativo;
- Desenvolvimento de competências, habilidades e conhecimentos, para que as pessoas tenham condições de realizar o trabalho da maneira esperada;
- Por esses motivos, as organizações podem ser entendidas como sistemas abertos.

## Pensamento
A ciência do século passado adotava a mecânica clássica como modelo do pensamento científico. Isso equivale a pensar nas coisas como mecanismos e sistemas fechados. A ciência de nossos dias adota o organismo vivo como modelo, o que equivale a pensar em sistemas abertos.

## Sistema
O sistema consiste em uma sistemática fatorial em grupos de influência de ações que fundamentam a teoria geral dos sistemas.

## Ambiente
O ambiente de um sistema é um conjunto de elementos que não fazem parte do sistema, mas que podem produzir mudanças no estado do sistema.

## Sistemas abertos
Basicamente, a teoria de sistemas afirma que estes são abertos e sofrem interações com o ambiente onde estão inseridos. Desta forma, a interação gera realimentações que podem ser positivas ou negativas, criando assim uma auto regulação regenerativa, que por sua vez  cria novas propriedades que podem ser benéficas ou maléficas para o todo independente das partes.
Toda organização é um sistema aberto.
A empresa é caracterizada como um sistema aberto, pois sofre interações e flutuações de seu ambiente interno (departamentos, processos, recursos humanos etc.) e do ambiente externo (economia, política, meio ambiente etc.).

## Sistemas fechados
Esses sistemas são aqueles que não sofrem influência nem influenciam o meio ambiente no qual estão inseridos, de tal forma que ele se alimenta dele mesmo.
A entropia apenas se mantém constante nos sistemas isolados. Ex: Sistema de televisão, pois não muda, não sofre atualizações e não interfere no meio externo. (Com exceção das Smarts).

## Sinergia/entropia
Embora seja possível tentar entender o funcionamento de um carro só olhando as suas partes separadamente, o observador talvez não consiga compreender o que é um carro só olhando suas peças. É preciso entender de que forma as diferentes partes do sistema interagem. Essa interação dos elementos do sistema é chamada de sinergia. A sinergia é o que possibilita um sistema funcionar adequadamente.
Por outro lado a entropia (conceito da física) é a desordem ou ausência de sinergia. Um sistema pára de funcionar adequadamente quando ocorre entropia interna.

## Realimentações
Os organismos (ou sistemas orgânicos) em que as alterações benéficas são absorvidas e aproveitadas sobrevivem, e os sistemas onde as qualidades maléficas ao todo resultam em dificuldade de sobrevivência, tendem a desaparecer caso não haja outra alteração de contrabalanço que neutralize aquela primeira mutação. Assim, de acordo com Ludwig von Bertalanffy, a evolução permanece ininterrupta enquanto os sistemas se autorregulam.
Um sistema realimentado é necessariamente um sistema dinâmico, já que deve haver uma causalidade implícita. Em um ciclo de retroação uma saída é capaz de alterar a entrada que a gerou, e, consequentemente, a si própria. Se o sistema fosse instantâneo, essa alteração implicaria uma desigualdade. Portanto em uma malha de realimentação deve haver um certo retardo na resposta dinâmica. Esse retardo ocorre devido a uma tendência do sistema de manter o estado atual mesmo com variações bruscas na entrada. Isto é, ele deve possuir uma tendência de resistência a mudanças.

## Teoria reducionista e teoria sistêmica
Segundo a teoria de sistemas, ao invés de se reduzir uma entidade (um animal, por exemplo.) para o estudo individual das propriedades de suas partes ou elementos (órgãos ou células),  se deve focalizar no arranjo do todo, ou seja, nas relações entre as partes que se interconectam e interagem orgânica e estatisticamente.
Uma organização realimentada e auto gerenciada, gera assim um sistema cujo funcionamento é independente da substância concreta dos elementos que a formam, pois estes podem ser substituídos sem dano ao todo, isto é, a auto-regulação onde o todo assume as tarefas da parte que falhou. Portanto, ao fazermos o estudo de sistemas que funcionam desta forma, não conseguiremos detectar o comportamento do todo em função das partes. Exemplos são as partículas de determinado elemento cujo comportamento individual, embora previsto, não poderá nos indicar a posição ou movimentação do todo.

## Interdisciplinaridade
Em biologia temos nas células um exemplo, pois não importa quão profundo seja o estudo individual de um neurônio do cérebro humano, este jamais indicará o estado de uma estrutura de pensamento, se for extirpado, ou morrer, também não alterará o funcionamento do cérebro. Uma área emergente da biologia molecular moderna que se utiliza bastante dos conceitos da teoria de sistemas é a biologia sistêmica.
Em eletrônica, um transistor numa central telefônica digital, jamais nos dará informações sobre o sistema, embora sua falha possa causar algum tipo de alteração na rede. Nas modernas centrais, os sinais remetidos a si serão automaticamente desviados para outro circuito.
Em Sociologia, a movimentação histórica de uma determinada massa humana, por mais que analisemos o comportamento de um determinado indivíduo isoladamente, jamais conseguiremos prever a condição do todo numa população. Os mesmos conceitos e princípios que orientam uma organização no ponto de vista sistêmico, estão em todas as disciplinas, físicas, biológicas, tecnológicas, sociológicas, etc. provendo uma base para a sua unificação.
Além dos exemplos citados, podemos observar a ação sistêmica no meio-ambiente, na produção industrial automatizada, em controles e processos, na teoria da informação, entre outros.

## Aplicações
Na teorização matemática surgiu o desenvolvimento da isomorfia entre os modelos de circuitos elétricos e outros sistemas. As aplicações da teoria de sistemas abrangem o desenvolvimento de todos os ramos da ciência. Alguns exemplos são: engenharia, computação, ecologia, administração, psicoterapia familiar, termodinâmica, dinâmica caótica, vida artificial, inteligência artificial, redes neurais, modelagem, simulação computacional, jogos desportivos colectivos e turismo entre outras.